# Зарандіє (шагрестан)
Зарандіє (перс. زرنديه) — шагрестан в Ірані, в остані Марказі. За даними перепису 2006 року, його населення становило 57550 осіб, які проживали у складі 15174 сімей.

## Бахші
До складу шагрестану входять такі бахші: 
- Харкан
- Центральний